# Lijst van voetbalinterlands Finland - Nederland (mannen)
Deze lijst van voetbalinterlands is een overzicht van alle officiële voetbalwedstrijden tussen de nationale teams van Finland en Nederland. De landen hebben tot op heden vijftien keer tegen elkaar gespeeld. De eerste ontmoeting, de wedstrijd om de bronzen medaille tijdens de Olympische Spelen 1912, werd gespeeld in Stockholm (Zweden) op 4 juli 1912. Het laatste duel, een kwalificatiewedstrijd voor het Wereldkampioenschap voetbal 2026, vond plaats op 7 juni 2025 in Helsinki.

## Wedstrijden
| №  | № Int NED | Plaats    | Datum             | Competitie           | Wedstrijd           | Uitslag |
| -- | --------- | --------- | ----------------- | -------------------- | ------------------- | ------- |
| 1  | 33        | Stockholm | 4 juli 1912       | OS 1912              | Nederland – Finland | 9 – 0   |
| 2  | 179       | Helsinki  | 16 juni 1949      | Vriendschappelijk    | Finland – Nederland | 1 – 4   |
| 3  | 184       | Helsinki  | 11 juni 1950      | Vriendschappelijk    | Finland – Nederland | 4 – 1   |
| 4  | 190       | Rotterdam | 27 oktober 1951   | Vriendschappelijk    | Nederland – Finland | 4 – 4   |
| 5  | 343       | Helsinki  | 25 september 1974 | EK 1976 kwalificatie | Finland – Nederland | 1 – 3   |
| 6  | 349       | Nijmegen  | 3 september 1975  | EK 1976 kwalificatie | Nederland – Finland | 4 – 1   |
| 7  | 457       | Helsinki  | 31 mei 1989       | WK 1990 kwalificatie | Finland – Nederland | 0 – 1   |
| 8  | 460       | Rotterdam | 15 november 1989  | WK 1990 kwalificatie | Nederland – Finland | 3 – 0   |
| 9  | 475       | Rotterdam | 17 april 1991     | EK 1992 kwalificatie | Nederland – Finland | 2 – 0   |
| 10 | 476       | Helsinki  | 5 juni 1991       | EK 1992 kwalificatie | Finland – Nederland | 1 – 1   |
| 11 | 623       | Amsterdam | 13 oktober 2004   | WK 2006 kwalificatie | Nederland – Finland | 3 – 1   |
| 12 | 629       | Helsinki  | 8 juni 2005       | WK 2006 kwalificatie | Finland – Nederland | 0 – 4   |
| 13 | 701       | Rotterdam | 7 september 2010  | EK 2012 kwalificatie | Nederland - Finland | 2 – 1   |
| 14 | 711       | Helsinki  | 6 september 2011  | EK 2012 kwalificatie | Finland – Nederland | 0 – 2   |
| 15 | 874       | Helsinki  | 7 juni 2025       | WK 2026 kwalificatie | Finland – Nederland | 0 − 2   |

## Samenvatting
| Competitie        | Totaal gespeeld | Winst Finland | Gelijk | Winst Nederland | Doelsaldo Finland – Nederland |
| ----------------- | --------------- | ------------- | ------ | --------------- | ----------------------------- |
| WK-kwalificatie   | 5               | 0             | 0      | 5               | 1 − 13                        |
| EK-kwalificatie   | 6               | 0             | 1      | 5               | 4 − 14                        |
| Olympische Spelen | 1               | 0             | 0      | 1               | 0 − 9                         |
| Vriendschappelijk | 3               | 1             | 1      | 1               | 9 − 9                         |
| Totaal            | 15              | 1             | 2      | 12              | 14 − 45                       |

Wedstrijden bepaald door strafschoppen worden, in lijn met de FIFA, als een gelijkspel gerekend.

## Details

### Eerste ontmoeting
| OS 1912 (Stockholm, Zweden, 4 juli 1912): |              | |
| Nederland | 9 – 0        | Finland |
| Jan van der Sluis 24' Huug de Groot 28' Jan Vos 29' Jan Vos 43' Jan Vos 46' Jan van der Sluis 57' Jan Vos 74' Jan Vos 78' Huug de Groot 86'           | goals        | |
| Edgar Chadwick | bondscoach   | Selectiecommissie |
| Just Göbel David Wijnveldt Constant Feith Nico de Wolf Dirk Lotsij Joop Boutmy Jan van Breda Kolff Huug de Groot Jan van der Sluis Nico Bouvy Jan Vos | opstellingen | August Syrjäläinen Hjalmar Holopainen Gösta Löfgren Knut Lund Eino Soinio Viljo Lietola Lauri Tanner Bror Wiberg Jarl Öhman Artturi Nyyssönen Algot Niska |

### Tweede ontmoeting
| Vriendschappelijk (Helsinki, Finland, 16 juni 1949): |              | |
| Finland | 1 – 4        | Nederland |
| Aulis Rytkönen 87' | goals        | 38' Jan van Roessel 57' Rinus Schaap 75' Jan van Roessel 78' Jan van Schijndel                                                                                  |
| Aatos Lehtonen | bondscoach   | Jaap van der Leck |
| Thure Sarnola Kurt Martin Stig-Göran Myntti Veikko Asikainen Tapio Pylkkönen Sven-Åke Wentjärv Olavi Lilja Aulis Rytkönen Harry Reunanen Jorma Vaihela Kalevi Lehtovirta | opstellingen | Dré Saris Jan Everse sr. Henk Schijvenaar Jan van Schijndel Rinus Terlouw Arie de Vroet Cock van der Tuijn Rinus Schaap Jan van Roessel Faas Wilkes Mick Clavan |
| - Debuut van Dré Saris (BVV Den Bosch), Jan Everse sr. (Neptunus) en Jan van Roessel (Longa) voor Nederland.                                                             |              | |

### Derde ontmoeting
| Vriendschappelijk (Helsinki, Finland, 11 juni 1950):                                   |       |                 |
| Finland                                                                                | 4 – 1 | Nederland       |
| Stig-Göran Myntti 13' (pen.) Veikko Asikainen 30' Aulis Rytkönen 44' Jorma Vaihela 89' | goals | 65' Abe Lenstra |

### Vierde ontmoeting
| Vriendschappelijk (Helsinki, Finland, 27 oktober 1951):                         |       |                                                                                  |
| Nederland                                                                       | 4 – 4 | Finland                                                                          |
| Abe Lenstra 34' (pen.) Noud van Melis 43' Noud van Melis 78' Noud van Melis 87' | goals | 24' Kalevi Lehtovirta 44' Kalevi Lehtovirta 57' Aulis Rytkönen 69' Jorma Vaihela |

### Vijfde ontmoeting
| EK 1976 kwalificatie (Helsinki, Finland, 25 september 1974): |       |                                                               |
| Finland                                                      | 1 – 3 | Nederland                                                     |
| Timo Rahja 16'                                               | goals | 28' Johan Cruijff 40' Johan Cruijff 51' (pen.) Johan Neeskens |

### Zesde ontmoeting
| EK 1976 kwalificatie (Nijmegen, Nederland, 3 september 1975):                                 |       |                      |
| Nederland                                                                                     | 4 – 1 | Finland              |
| Willy van der Kuijlen 29' Willy van der Kuijlen 35' Harry Lubse 48' Willy van der Kuijlen 55' | goals | 9' Matti Paatelainen |

### Zevende ontmoeting
| WK 1990 kwalificatie (Helsinki, Finland, 31 mei 1989): |       |               |
| Finland                                                | 0 – 1 | Nederland     |
|                                                        | goals | 87' Wim Kieft |

### Achtste ontmoeting
| WK 1990 kwalificatie (Rotterdam, Nederland, 15 november 1989): |       |         |
| Nederland                                                      | 3 – 0 | Finland |
| John Bosman 57' Erwin Koeman 62' Ronald Koeman 69' (pen.)      | goals |         |

### Negende ontmoeting
| EK 1992 kwalificatie (Rotterdam, Nederland, 17 april 1991): |       |         |
| Nederland                                                   | 2 – 0 | Finland |
| Marco van Basten 10' Ruud Gullit 77'                        | goals |         |

### Tiende ontmoeting
| EK 1992 kwalificatie (Helsinki, Finland, 5 juni 1991): |       |                   |
| Finland                                                | 1 – 1 | Nederland         |
| Erik Holmgren 77'                                      | goals | 60' Frank de Boer |

### Elfde ontmoeting
| WK 2006 kwalificatie (Amsterdam, Nederland, 13 oktober 2004):         |       |                  |
| Nederland                                                             | 3 – 1 | Finland          |
| Wesley Sneijder 39' Ruud van Nistelrooij 41' Ruud van Nistelrooij 63' | goals | 14' Teemu Tainio |

### Twaalfde ontmoeting
| WK 2006 kwalificatie (Helsinki, Finland, 8 juni 2005):                                                                         |       |                                                                               |
| Finland | 0 – 4 | Nederland                                                                     |
| | goals | 36' Ruud van Nistelrooij 76' Dirk Kuijt 84' Phillip Cocu 87' Robin van Persie |
| - 72ste en laatste interland onder leiding van bondscoach Antti Muurinen, die na de nederlaag tegen Nederland wordt ontslagen. |       |                                                                               |

### Dertiende ontmoeting
| EK 2012 kwalificatie (Rotterdam, Nederland, 7 september 2010): |       |                     |
| Nederland                                                      | 2 – 1 | Finland             |
| Klaas-Jan Huntelaar 7' Klaas-Jan Huntelaar 17' (pen.)          | goals | 18' Mikael Forssell |

### Veertiende ontmoeting
| EK 2012 kwalificatie (Helsinki, Finland, 6 september 2011): |       |                                      |
| Finland                                                     | 0 – 2 | Nederland                            |
|                                                             | goals | 29' Kevin Strootman 90' Luuk de Jong |

Finse voetbalbond · A-internationals · Bondscoaches · Statistieken · Fins vrouwenelftal · Olympisch elftal · Finland U21 · Finland U20 · Finland U19 · Finland U18 · Finland U17 · Finland U16
1911 – 1919 ·
1920 – 1929 ·
1930 – 1939 ·
1940 – 1949 ·
1950 – 1959 ·
1960 – 1969 ·
1970 – 1979 ·
1980 – 1989 ·
1990 – 1999 ·
2000 – 2009 ·
2010 – 2019 ·
2020 − 2029
EK 2020
OS 1912 ·
OS 1936 ·
OS 1952 ·
OS 1980
1911 · 
1912 · 
1913 · 
1914 · 
1915 · 1916 · 1917 · 1918 · 
1919 · 
1920 · 
1921 · 
1922 · 
1923 · 
1924 · 
1925 · 
1926 · 
1927 · 
1928 · 
1929 · 
1930 · 
1931 · 
1932 · 
1933 · 
1934 · 
1935 · 
1936 · 
1937 · 
1938 · 
1939 · 
1940 · 
1941 · 
1942 · 
1943 · 
1944 · 
1945 · 
1946 · 
1947 · 
1948 · 
1949 · 
1950 · 
1952 · 
1952 · 
1953 · 
1954 · 
1955 · 
1956 · 
1957 · 
1958 · 
1959 · 
1960 · 
1961 · 
1962 · 
1963 · 
1964 · 
1965 · 
1966 · 
1967 · 
1968 · 
1969 · 
1970 · 
1971 · 
1972 · 
1973 · 
1974 · 
1975 · 
1976 · 
1977 · 
1978 · 
1979 · 
1980 · 
1981 · 
1982 · 
1983 · 
1984 · 
1985 · 
1986 · 
1987 · 
1988 · 
1989 · 
1990 · 
1991 · 
1992 · 
1993 · 
1994 · 
1995 · 
1996 · 
1997 · 
1998 · 
1999 · 
2000 · 
2001 · 
2002 · 
2003 · 
2004 · 
2005 · 
2006 · 
2007 · 
2008 · 
2009 · 
2010 · 
2011 · 
2012 · 
2013 · 
2014 · 
2015 · 
2016 · 
2017 · 
2018 ·
2019 ·
2020
Albanië ·
Algerije ·
Andorra ·
Armenië ·
Azerbeidzjan ·
Bahrein ·
Barbados ·
België ·
Bermuda ·
Bolivia ·
Bosnië en Herzegovina ·
Brazilië ·
Bulgarije ·
Canada ·
Chili ·
China ·
Colombia ·
Costa Rica ·
Cyprus ·
Denemarken ·
DDR ·
(West-)Duitsland ·
Ecuador ·
Egypte ·
Engeland ·
Estland ·
Faeröer ·
Frankrijk ·
Georgië ·
Griekenland ·
Honduras ·
Hongarije ·
Ierland ·
IJsland ·
India ·
Irak ·
Israël ·
Italië ·
Japan ·
Jemen ·
Joegoslavië ·
Jordanië ·
Kameroen ·
Kazachstan ·
Koeweit ·
Kosovo ·
Kroatië ·
Letland ·
Liechtenstein ·
Litouwen ·
Luxemburg ·
Maleisië ·
Malta ·
Marokko ·
Mexico ·
Moldavië ·
Montenegro ·
Nederland ·
Noord-Ierland ·
Noord-Korea ·
Noord-Macedonië ·
Noorwegen ·
Oekraïne · 
Oman ·
Oostenrijk ·
Peru ·
Polen ·
Portugal ·
Qatar ·
Roemenië ·
Rusland ·
San Marino ·
Saoedi-Arabië ·
Schotland ·
Servië ·
Servië en Montenegro ·
Singapore ·
Slovenië ·
Slowakije ·
Sovjet-Unie ·
Spanje ·
Thailand ·
Trinidad en Tobago ·
Tsjechië ·
Tsjecho-Slowakije ·
Tunesië ·
Turkije ·
Uruguay ·
Verenigde Arabische Emiraten ·
Verenigde Staten ·
Wales ·
Wit-Rusland ·
Zuid-Korea ·
Zweden ·
Zwitserland
België (2021) · 
Denemarken (2021) · 
Rusland (2021)
KNVB ·
A-internationals ·
Bondscoaches (m) ·
Topscorers ·
Nederlands vrouwenelftal ·
Bondscoaches (v) ·
Nederland B ·
Olympisch elftal ·
Jong Oranje ·
Nederland –20 ·
Nederland –19 ·
Nederland –18 ·
Nederland –17 ·
Nederland –16 ·
Nederland –15 ·
Nederlands amateurelftal ·
Nederlands zaterdagelftal ·
Jong OranjeLeeuwinnen ·
Vrouwen –20 ·
Vrouwen –19 ·
Vrouwen –18 ·
Vrouwen –17 ·
Vrouwen –16 ·
Vrouwen –15 ·
Militair mannenelftal ·
Militair vrouwenelftal ·
Strandteam ·
Vrouwen Strandteam ·
Futsalteam ·
Vrouwen Futsalteam

EK-wedstrijden ·
WK-wedstrijden ·
Resultaten kwalificaties en eindronden ·
Nederland B-wedstrijden ·
Officieuze wedstrijden ·
EK-wedstrijden vrouwen ·
WK-wedstrijden vrouwen ·
Resultaten vrouwen kwalificaties en eindronden
1905 – 1919 ·
1920 – 1929 ·
1930 – 1939 ·
1940 – 1949 ·
1950 – 1959 ·
1960 – 1969 ·
1970 – 1979 ·
1980 – 1989 ·
1990 – 1999 ·
2000 – 2009 ·
2010 – 2019 ·
2020 – 2029
2015 ·
2016 ·
2017 ·
2018 ·
2019 ·
2020 ·
2021 · 
2022
EK's: 1976 · 
1980 · 
1988 · 
1992 · 
1996 · 
2000 · 
2004 · 
2008 · 
2012 · 
2020 · 
2024
WK's: 1934 · 
1938 · 
1974 · 
1978 · 
1990 · 
1994 · 
1998 · 
2006 · 
2010 · 
2014 · 
2022
OS: 1908 ·
1912 ·
1920 ·
1924 ·
1928 ·
1948 ·
1952 ·
2008
Albanië ·
Andorra ·
Argentinië ·
Armenië ·
Australië ·
België ·
Bosnië en Herzegovina ·
Brazilië ·
Bulgarije ·
Canada ·
Chili ·
China ·
Colombia ·
Costa Rica ·
Curaçao ·
Cyprus ·
DDR ·
Denemarken ·
Duitsland ·
Ecuador ·
Egypte ·
Engeland ·
Estland ·
Faeröer ·
Finland ·
Frankrijk ·
GOS · 
Georgië ·
Ghana ·
Gibraltar ·
Griekenland ·
Hongarije ·
Ierland ·
IJsland ·
Indonesië ·
Iran ·
Israël ·
Italië ·
Ivoorkust ·
Japan ·
Joegoslavië ·
Kameroen ·
Kazachstan ·
Kroatië ·
Letland ·
Liechtenstein ·
Luxemburg ·
Malta ·
Marokko ·
Mexico ·
Moldavië ·
Montenegro ·
Nederlandse Antillen ·
Nigeria ·
Noord-Ierland ·
Noord-Macedonië ·
Noorwegen ·
Oekraïne ·
Oostenrijk ·
Paraguay ·
Peru ·
Polen ·
Portugal ·
Qatar ·
Roemenië ·
Rusland ·
Saarland ·
San Marino ·
Saoedi-Arabië ·
Schotland ·
Senegal ·
Servië en Montenegro ·
Slovenië ·
Slowakije ·
Sovjet-Unie ·
Spanje ·
Suriname ·
Thailand ·
Tsjechië ·
Tsjecho-Slowakije ·
Tunesië ·
Turkije ·
Uruguay ·
Verenigd Koninkrijk ·
Verenigde Staten ·
Wales ·
Wit-Rusland ·
Zuid-Afrika ·
Zuid-Korea ·
Zweden ·
Zwitserland
Argentinië (1978) ·
Argentinië (2006) ·
Argentinië (2014) ·
Argentinië (2022) ·
Australië (2014) ·
Brazilië (2014) ·
Chili (2014) · 
Costa Rica (2014) ·
Denemarken (2010) ·
Denemarken (2012) ·
Duitsland (2012) · 
Ecuador (2022) · 
Frankrijk (2008) ·
Italië (2008) ·
Ivoorkust (2006) ·
Japan (2010) ·
Kameroen (2010) ·
Mexico (2014) · 
Noord-Macedonië (2021) · 
Oekraïne (2021) · 
Oostenrijk (2021) · 
Portugal (2006) ·
Portugal (2012) ·
Portugal (2019) ·
Qatar (2022) ·
Roemenië (2008) ·
Rusland (2008) ·
San Marino (2011) ·
Senegal (2022) ·
Servië en Montenegro (2006) ·
Sovjet-Unie (1988) ·
Spanje (2010) ·
Spanje (2014) ·
Tsjechië (2021) · 
Uruguay (2010) ·
Verenigde Staten (2022) · 
West-Duitsland (1974)